# John O’Connor (Politiker, 1899)
John O’Connor (genannt: Johnny Connor; * 1. Juli 1899 in Tralee, County Kerry, Irland; † 11. Dezember 1955 in Knocknagoshel, County Kerry) war ein irischer Politiker der Clann na Poblachta. Er war von Mai 1954 bis zu seinem Tod im Dezember 1955 Teachta Dála (Abgeordneter) im Dáil Éireann, dem irischen Unterhaus im Oireachtas.

## Biografie
Schon mit 15 Jahren verließ John O’Connor die Schule. Kurze Zeit später trat er den Irish Volunteers bei. 
Während des irischen Unabhängigkeitskrieges war er Teil der ersten IRA-Brigade in Kerry. Später wechselte er zur zweiten Brigade. 
Als der irische Bürgerkrieg ausbrach, schlug er sich auf die Seite der Gegner des anglo-irischen Vertrages. Er wurde jedoch 1923 inhaftiert. Nach seiner Entlassung emigrierte er in die USA, nach Chicago. 1930 kehrte er nach Irland zurück und übernahm den elterlichen Hof. 1933 stand er wegen illegalen Waffenbesitzes vor Gericht. Während des Zweiten Weltkrieges (The Emergency) wurde er erneut inhaftiert, weil er weiterhin Mitglied der IRA war. Nach seiner Entlassung trat er der Partei Clann na Poblachta bei. 
Als er bei den Wahlen 1948 erstmals im Wahlkreis Kerry North kandidierte, ließ er in seinem Namen das „O’“ weg, um weiter vorne auf dem Wahlzettel zu stehen. Dennoch erhielt er nicht genügend Stimmen, um in den Dáil einzuziehen. Auch bei den Wahlen 1951 hatte er keinen Erfolg. Erst mit den Wahlen 1954 gelang es ihm dann, einen Sitz zu erringen. noch während seiner Amtszeit starb er im Dezember 1955 bei einem Verkehrsunfall bei Abbeyfeale.
Er war seit den 1920er Jahren mit Margaret Corkery verheiratet und hatte mit ihr die Tochter Kathleen O’Connor, die bei der Nachwahl infolge seines Todes den Sitz im Dáil gewann.